# Iced Earth

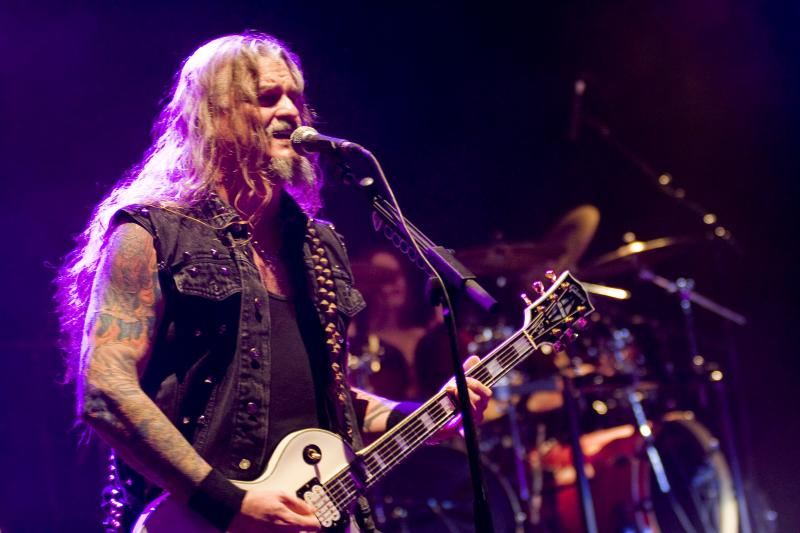
Jon Schaffer

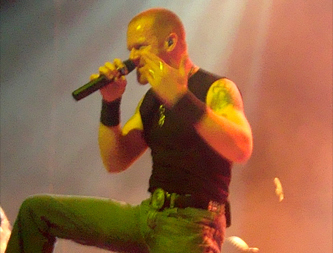
Matt Barlow på Tyrol i Stockholm 2009.

Iced Earth är ett amerikanskt heavy metalband som startade 1985 i Tampa, Florida, och ursprungligen gick under namnet Purgatory. När de upptäckte att ett annat band hade namnet Purgatory bytte de till Iced Earth efter förslag av en vän till gitarristen Jon Schaffer. Bandets självbetitlade debutalbum gavs ut 1990.
I februari 2009 begav de sig ut på Europaturné tillsammans med Saxon - bägge banden huvudakt under varje konsert, turnén har fått namnet Metal Crusade, och den 11 februari spelade de på Tyrol i Stockholm.

## Kontrovers
Den 6 januari 2021, deltog Jon Schaffer i stormningen av kongressbyggnaden i Washington D.C.

## Medlemmar
Nuvarande medlemmar
- Jon Schaffer – gitarr, keyboard, sång (1985– )
- Brent Smedley – trummor (1996–1997, 1998–1999, 2006–2013, 2015– )
- Stu Block – sång (2011– )
- Luke Appleton – basgitarr (2012– )
- Jake Dreyer – sologitarr (2016– )

Tidigare medlemmar
- Greg Seymour – trummor (1985–1989)
- Gene Adam – sång (1986–1991)
- Bill Owen – gitarr (1986–1987)
- Richard Bateman – basgitarr (1985–1986)
- Larry Sapp – gitarr (1986)
- Dave Abell – basgitarr (1986–1996)
- Randy Shawver – gitarr (1988–1998)
- Mike McGill – trummor (1989–1991)
- Rick Secchiary – trummor (1991–1992)
- John Greely – sång (1991–1992)
- Matt Barlow – sång (1992–2003, 2007–2011)[2]
- Rodney Beasley – trummor (1992–1995)
- Keith Menser – basgitarr (1996)
- James McDonough – basgitarr (1996–2000, 2002–2004)
- Larry Tarnowski – gitarr (1998–2003)
- Steve DiGiorgio – basgitarr (2000–2001)
- Richard Christy  – trummor (2000–2004)
- Bobby Jarzombek – trummor (2004–2006)
- Ralph Santolla – gitarr (2003–2004)
- Tim 'Ripper' Owens – sång (2003–2007)
- Ernie Carletti – gitarr (2006)
- Tim Mills – gitarr (2006–2007)
- James Wallace – basgitarr (2006–2007)
- Troy Seele – sologitarr (2007–2016)
- Dennis Hayes – basgitarr (2007)
- Freddie Vidales – basgitarr (2008–2012)

Turnerande medlemmar
- Rick Risberg – keyboard (1999)
- Ralph Santolla – sologitarr (2003–2004; död 2018)
- Dennis Hayes – basgitarr (2007)
- Jon Dette – trummor (2013–2015)

## Diskografi
Demo som Purgatory
- Burning Oasis (1985)
- Psychotic Dreams (1985)
- Horror Show demo (1986)

Demo/Promo
- Enter the Realm (1989)

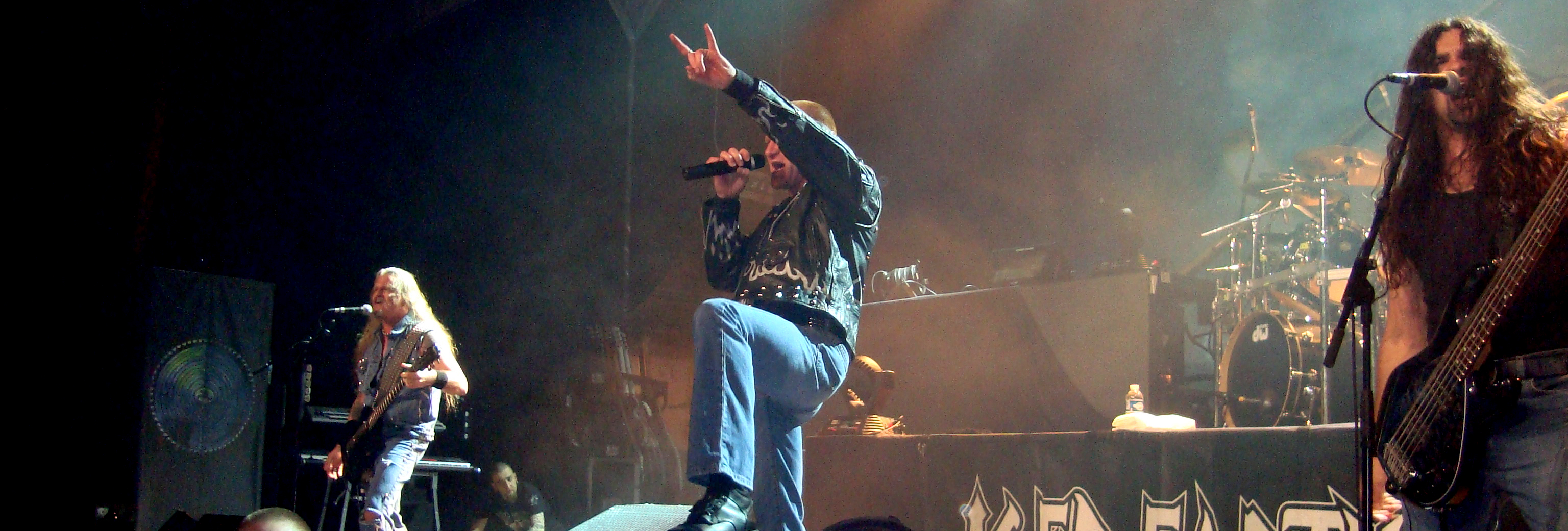
Iced Earth på Tyrol i Stockholm, 2009.

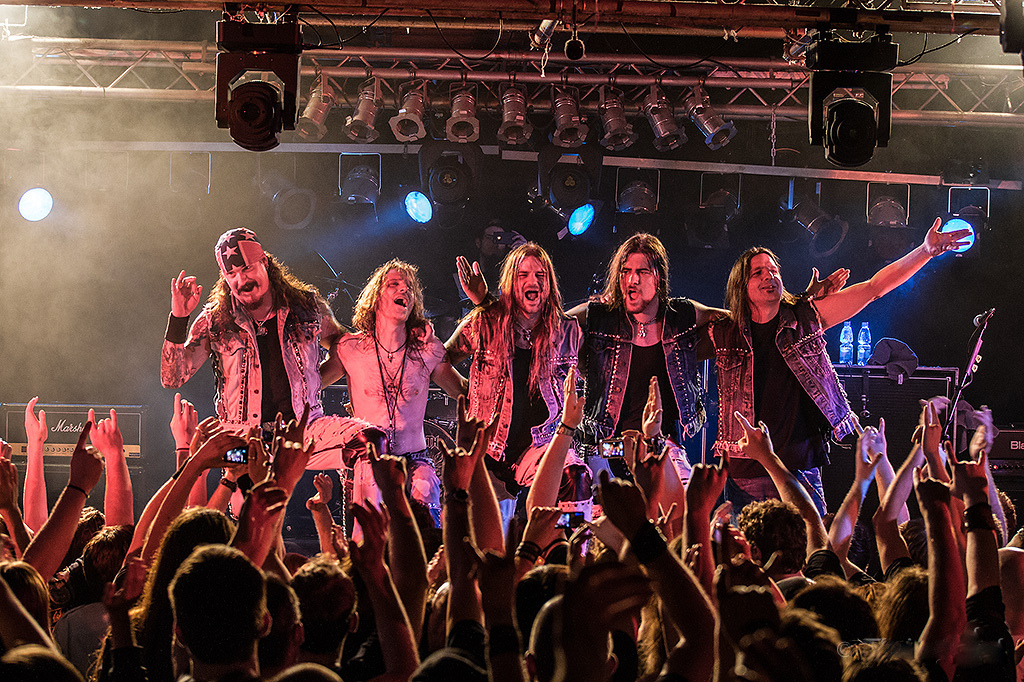
Iced Earth december 2012.

- "Frankenstein" / "Ghost of Freedom" (2001)[3]

Studioalbum
- Iced Earth (1990)
- Night of the Stormrider (1992)
- Burnt Offerings (1994)
- The Dark Saga (1996)
- Something Wicked This Way Comes (1998)
- Horror Show (2001)
- The Glorious Burden (2004)
- Framing Armageddon - Something Wicked Part 1 (2007)
- The Crucible of Man - Something Wicked Part 2 (2008)
- Dystopia (2011)
- Plagues of Babylon (2014)
- Incorruptible (2017)

Coveralbum
- Tribute to the Gods (2002)

Livealbum
- Alive in Athens (1999)
- Festivals of the Wicked (2011)
- Live in Ancient Kourion (2013)

EP
- The Melancholy E.P. (1999)
- 5 Songs (2011)
- The Plagues EP (2013)

Singlar
- "The Hunter" (1997)
- "The Reckoning" (2003)
- "Overture of the Wicked" (2007)
- "I Walk Among You" (2008)
- "Dante's Inferno 2011" (2011)
- "The Culling" / "Democide" (2014)

Samlingsalbum
- Days of Purgatory (2xCD) (1997)
- Dark Genesis (5xCD) (2001)
- The Blessed and the Damned (2xCD) (2004)
- Slave to the Dark (14xCD + 1 DVD) (2008)
- Enter the Realm of the Gods (2xCD) (2008)
- Box of the Wicked (5xCD) (2010)

Video
- Gettysburg (1863) (2xDVD) (2005)
- Alive in Athens (DVD) (2006)
- Festivals of the Wicked (DVD) (2011)
- Live in Ancient Kourion (DVD) (2013)

## Set Abominae
Liksom band som Iron Maiden, Hammerfall och Quiet Riot har Iced Earth en maskot som pryder de flesta av deras skivomslag. Maskoten heter Set Abominae, och introducerades 1998 på albumet Something Wicked This Way Comes, och albumets titel syftar på honom. I slutet av albumet fanns en låt-trilogi.
- Prophecy
- Birth of the Wicked
- The Coming Curse

Det ryktades efter albumet att nästa album skulle komma att handla helt om Set Abominae och hans historia. Det blev dock inte så, eftersom nästa album blev Horror Show, som har inspirerats av skräckhistorier och skräckfilmer. 2007 släppte dock Iced Earth albumet Framing Armageddon som blev den första delen i den utlovade historien om Set Abominae. Del två släpps någon gång under våren 2008, och släppet sköts upp på grund av Matt Barlows återkomst till bandet, och faktumet att han fick sin andra son ungefär samtidigt som han kom tillbaka.